# Crécy-Couvé
Crécy-Couvé és un municipi francès, situat al departament de l'Eure i Loir i a la regió de Centre – Vall del Loira. L'any 2007 tenia 278 habitants.

## Demografia

### Població
El 2007 la població de fet de Crécy-Couvé era de 278 persones. Hi havia 112 famílies, de les quals 24 eren unipersonals (16 homes vivint sols i 8 dones vivint soles), 52 parelles sense fills i 36 parelles amb fills.
La població ha evolucionat segons el següent gràfic:
Habitants censats

### Habitatges
El 2007 hi havia 137 habitatges, 116 eren l'habitatge principal de la família, 13 eren segones residències i 8 estaven desocupats. 134 eren cases i 2 eren apartaments. Dels 116 habitatges principals, 103 estaven ocupats pels seus propietaris, 10 estaven llogats i ocupats pels llogaters i 3 estaven cedits a títol gratuït; 1 tenia una cambra, 4 en tenien dues, 15 en tenien tres, 34 en tenien quatre i 62 en tenien cinc o més. 74 habitatges disposaven pel capbaix d'una plaça de pàrquing. A 46 habitatges hi havia un automòbil i a 64 n'hi havia dos o més.

### Piràmide de població
La piràmide de població per edats i sexe el 2009 era:
| Homes | Edats   | Dones |
| ----- | ------- | ----- |
| 0     | 95 o +  | 0     |
| 0     | 90 a 94 | 4     |
| 0     | 85 a 89 | 0     |
| 0     | 80 a 84 | 4     |
| 0     | 75 a 79 | 0     |
| 8     | 70 a 74 | 0     |
| 12    | 65 a 69 | 12    |
| 4     | 60 a 64 | 4     |
| 20    | 55 a 59 | 4     |
| 8     | 50 a 54 | 8     |
| 4     | 45 a 49 | 20    |
| 24    | 40 a 44 | 8     |
| 12    | 35 a 39 | 16    |
| 12    | 30 a 34 | 8     |
| 16    | 25 a 29 | 4     |
| 8     | 20 a 24 | 4     |
| 4     | 15 a 19 | 8     |
| 16    | 10 a 14 | 20    |
| 24    | 5 a 9   | 4     |
| 4     | 0 a 4   | 8     |

## Economia
El 2007 la població en edat de treballar era de 187 persones, 148 eren actives i 39 eren inactives. De les 148 persones actives 137 estaven ocupades (74 homes i 63 dones) i 11 estaven aturades (5 homes i 6 dones). De les 39 persones inactives 13 estaven jubilades, 10 estaven estudiant i 16 estaven classificades com a «altres inactius».

### Ingressos
El 2009 a Crécy-Couvé hi havia 111 unitats fiscals que integraven 290 persones, la mediana anual d'ingressos fiscals per persona era de 22.402 €.

### Activitats econòmiques
Dels 6 establiments que hi havia el 2007, 1 era d'una empresa de fabricació d'altres productes industrials, 2 d'empreses de comerç i reparació d'automòbils, 1 d'una empresa de transport, 1 d'una empresa de serveis i 1 d'una empresa classificada com a «altres activitats de serveis».
L'any 2000 a Crécy-Couvé hi havia 4 explotacions agrícoles.

## Poblacions més properes
El següent diagrama mostra les poblacions més properes.